# Atman
Atman är ett uttryck inom hinduismen för universell själ eller ande i kosmologisk mening. I Brihad-Aranyakas upanishad används ordet för skaparen av världsalltet.
Enligt hinduerna är atman den individuella själen, det djupaste inre i allt levande. Den mänskliga kroppen kan åldras och gå sönder men det kan inte atman som lever vidare från kropp till kropp.
Herman Hesse brottas med Atman i boken Siddhartha: ”Och var skulle Atman sökas, var bodde han, var slog hans eviga hjärta annat än i ens eget jag, det innersta, oförstörbara som var och en bar inom sig?… Det var inte kött och blod, det var inte tanke och medvetande, lärde de visaste. Vad var det då? Att tränga dit ner , till jaget, till Atman - fanns det någon annan uppgift som lönade sig?”